# Pitódoro de Trales
Pitodoro de Trales foi um nativo de Nisa (Cária) que se mudou para Trales pela fama do lugar. Ele era muito rico, amigo de Pompeu e casou-se com uma filha de Marco Antônio [carece de fontes?]; deste casamento, nasceu Pitodoris do Ponto, rainha do Ponto à época de Estrabão.